# Hyde Park
För andra betydelser, se Hyde Park (olika betydelser).
Hyde Park är en park i centrala London, som tillsammans med grannparken Kensington Gardens har en sammanlagd yta på 2,5 km² (Hyde Park ensam 1,4 km²). Marken beslagtogs av Henrik VIII från Westminster Abbey 1536 i samband med kungens brytning (1534) med katolska kyrkan. Karl I lät forma parken och öppnade den för allmänheten 1637.
På 1730-talet låter Drottning Caroline anlägga The Serpentine, en sjö som idag är ca 11 hektar stor. 1866 demonstrerade Edmund Beale och andra i parken vilket resulterade i ständiga konfrontationer med polisen. Till slut lät premiärministern mötena fortgå och från 1872 är ordet fritt i parkens nordöstra hörn där den kanske mest kända delen ligger, Speakers' Corner, med en enkel talartribun där vem som helst får stiga upp och tala till den som vill lyssna.
Arkitekten Decimus Burton är huvudansvarig för parkens moderna utformning (1820-talet). Hyde Park är Londons största kungliga park. I parken finns också aktiviteter såsom ridning, inlinesåkning, rodd och flera restauranger.
Flower Walk är en av de många promenadvägar som finns i parken.

## Konserter
Estraden i Hyde Park byggdes ursprungligen i Kensington Gardens 1869, men flyttades till sin nuvarande plats 1886. Parken blev en populär plats för konserter på 1890-talet; de kunde uppgå till tre stycken per vecka. Militärorkestrar och mässingsorkestrar fortsatte att spela fram till 1900-talet.

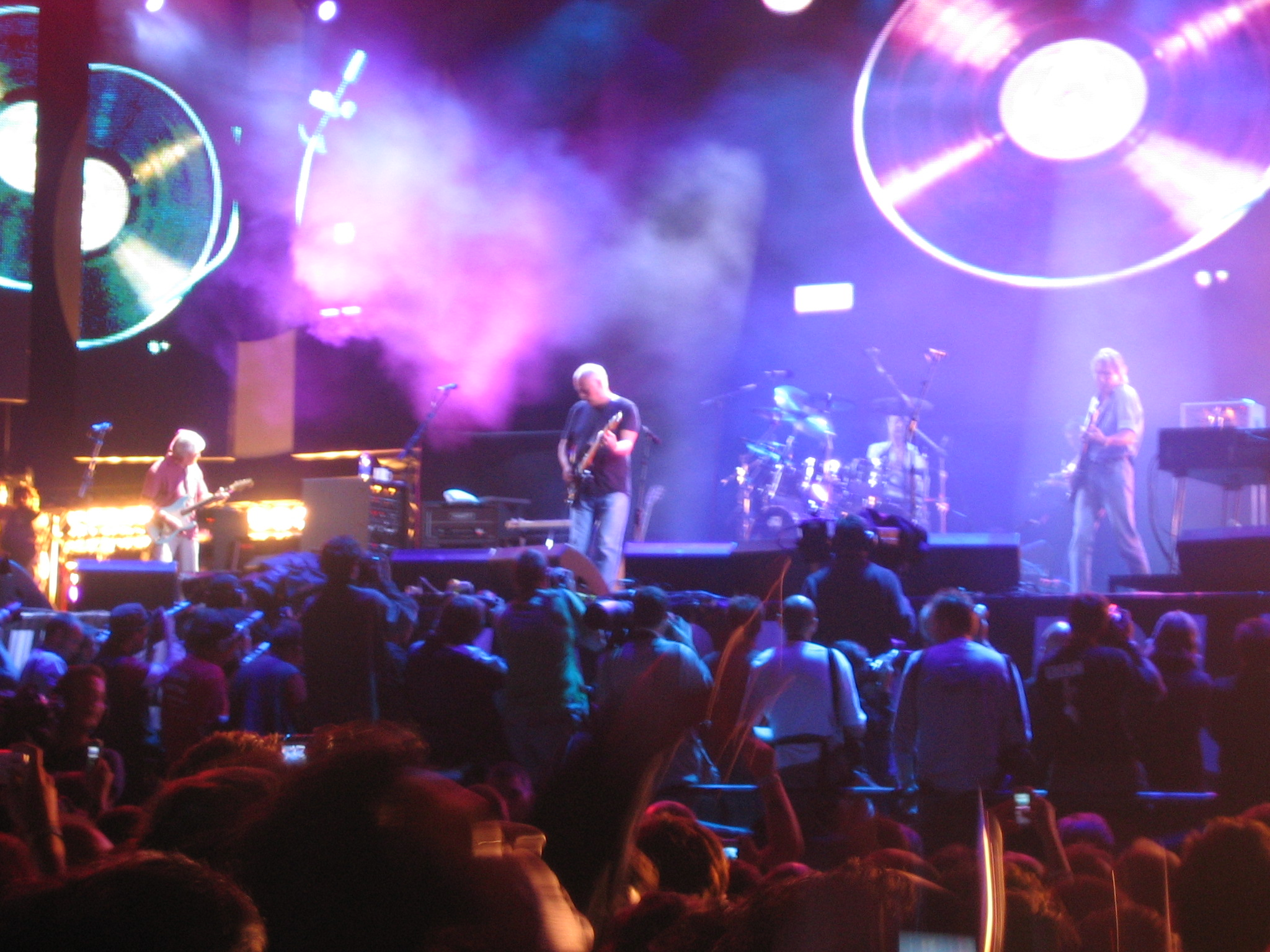
Pink Floyd spelar live i Hyde Park, 2 juli 2005; deras sista spelning av många i parken under deras karriär

Musikföretaget Blackhill Enterprises anordnade den första rockkonserten i Hyde Park 29 juni 1968, med en publik på 15 000 personer. De som spelade var Pink Floyd, Roy Harper och Jethro Tull; John Peel sade senare att det var "den trevligaste konserten jag någonsin varit på". Följaktligen har de betydelsefullaste rockkonserterna varit de som har hållits i Hyde Park. Supergruppen Blind Faith (med Eric Clapton och Steve Winwood) hade sin debut i Hyde Park 7 juni 1969. The Rolling Stones hade en konsert (senare utgiven som The Stones in the Park) 5 juli samma år, två dagar efter att den grundande medlemmen Brian Jones hade dött, och spelningen är nu känd som ett av de mest berömda uppträdandena under 1960-talet. Pink Floyd återvände till Hyde Park 18 juli 1970, och spelade nytt material från Atom Heart Mother. Alla de tidiga spelningarna från 1968 till 71 var gratisuppträdanden, i skarp kontrast mot de senare kommersiella framträdandena.
Queen höll en fri konsert organiserad av Richard Branson i parken 18 september 1976, då de spelade in albumet A Day at the Races. Bandet hade en publik på150 000 – 200 000 personer, vilket förblir den största publiken på en konsert i Hyde Park. Gruppen fick inte spela ett da capo, och polisen hotade att arrestera frontmannen Freddie Mercury om han försökte göra det. Den brittiska Live 8-konserten ägde rum i Hyde Park 2 juli 2005, och var anordnad av Bob Geldof och Midge Ure, för att man ville fästa uppmärksamhet på den ökade skuldsättningen och fattigdomen i den tredje världen. Framträdandena inkluderade U2, Coldplay, Elton John, R.E.M., Madonna, The Who och Paul McCartney, och det mest förväntade var förändringen av 1970-talets musikstil av Pink Floyd (inklusive David Gilmour och Roger Waters) för första gången sedan 1981. Spelningen var Floyds sista live-föreställning. 
Artister från var och en av de fyra riksdelarna av Storbritannien hade en spelning som en del av öppningsceremonin för olympiska sommarspelen 2012. Där var Duran Duran, som representerade England, Stereophonics för Wales, Paolo Nutini för Skottland och Snow Patrol för Nordirland. Sedan 2011 har Radio 2 Live in Hyde Park varit på plats i september.
Boende intill Hyde park har varit kritiska till att parken har blivit konsertarena, på grund av ljudnivåerna, och bedrivit kampanjer för att ljudnivån ska vara högst 73 decibel. I juli 2012 fann Bruce Springsteen och Paul McCartney att deras mikrofoner var avstängda, sedan Springsteen hade spelat i tre timmar i sträck under parkens Park's Hard Rock Calling festival, och han överskred därmed tiden 22:30, tiden för aftonklockan.

## Sport
I Hyde Park finns många olika möjligheter till sport, inklusive flera fotbollsplaner och ett tenniscenter. Det finns åtskilliga cykelvägar, och ridning är populärt.
Under olympiska sommarspelen 2012 var parken värd för triathlon, där bröderna Alistair Brownlee och Jonathan Brownlee tog guldmedalj respektive bronsmedalj för Team GB, och simningsevenemanget 10 km. Parken har också varit värd för ITU World Triathlon Grand Final.